# Карповіче
Карповіче (пол. Karpowicze) — село в Польщі, у гміні Суховоля Сокульського повіту Підляського воєводства.
Населення — 316 осіб (2011).
У 1975-1998 роках село належало до Білостоцького воєводства.

## Демографія
Демографічна структура станом на 31 березня 2011 року:
|          | Загалом | Допрацездатний вік | Працездатний вік | Постпрацездатний вік |
| -------- | ------- | ------------------ | ---------------- | -------------------- |
| Чоловіки | 150     | 33                 | 98               | 19                   |
| Жінки    | 166     | 45                 | 83               | 38                   |
| Разом    | 316     | 78                 | 181              | 57                   |